# Ring (pugilato)

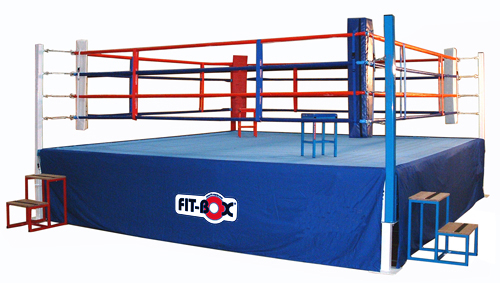
Illustrazione di un ring per il pugilato.

Un ring di pugilato (in italiano, anello), spesso indicato semplicemente come ring o quadrato, è la struttura all'interno della quale si svolge una sfida di pugilato. Un ring moderno è costituito da una piattaforma rialzata quadrata con un palo a ogni angolo. Quattro corde sono attaccate ai pali e tirate parallele sotto tensione con tenditori per formare il confine dell'area di gara.

## Descrizione
La pedana ha forma quadrata, con pali metallici a determinare gli angoli. A ciascuno di essi vengono assicurate 4 file di corde elastiche (nel corso del XX secolo, le file erano 3); il perimetro interno individua l'area adibita alla lotta. Il ring è costituito da una base in legno, ricoperta da un feltro sul quale poggia - a sua volta - un tappeto di tela grezza e resistente.

### Terminologia
Il nome ring ovvero "anello" è una reliquia risalente alla pratica del pugilismo o bareknuckle, quando gli incontri venivano combattuti in un cerchio disegnato sul terreno o formato dagli stessi spettatori. Questa denominazione continuò con le regole del London Prize Ring nel 1743, che definivano lo spazio del confronto come un piccolo cerchio al centro dell'area di combattimento dove i pugili erano obbligati ad iniziare ogni round. Il primo ring quadrato fu introdotto dalla Società Pugilistica nel 1838. Ogni lato del quadrato doveva essere di 7,3 m e circondato da sole due corde (aumentate a 3 e successivamente a 4 per contenere le numerose cadute dal ring tipiche del 19º e 20º secolo) sostenute da 4 paletti ad ogni angolo. Per questi motivi gli anglofoni si riferiscono al ring con il gioco di parole "the squared circle" cioè il "cerchio quadrato". In Italia ci si riferisce al ring semplicemente con il termine "quadrato".

### Misure e regolamento
Le dimensioni di ciascun lato vanno da 4,90 a 6,10 m. Durante l'incontro, sul ring sono ammessi soltanto i pugili e l'arbitro deputato a dirigere il match. I secondi devono abbandonare l'arena prima che il combattimento abbia inizio: nell'intervallo tra ciascuna ripresa devono attendere l'autorizzazione del giudice di gara per accedere al ring. In caso di ingresso abusivo da parte del secondo mentre la lotta è in svolgimento, il rispettivo atleta viene squalificato con assegnazione della vittoria al suo avversario.

### Varianti negli altri sport
Il ring viene usato anche nel Pro Wrestling, ma in questo sport il ring ha solo tre corde senza i pali metallici per permettere ai wrestler di salire sulla terza corda. Alcuni ring da boxe per bambini, oltre ad essere più piccoli, hanno tre corde anziché 4. Alcune promotion di MMA usano dei ring molto particolari come per esempio la M-1 Global Word, che usa un ring a forma esagonale anziché quadrata, con tre corde invece di quattro, e una piccola rete posizionata sotto la prima corda. Un altro esempio di ring esagonale è il ring da Pro Wrestling usato dal 2005 al 2010 dalla TNA.

## Etimologia
Il nome, che in inglese significa «anello», è riconducibile all'originaria forma della pedana che era, infatti, circolare.